# Dicranum delavayi
Dicranum delavayi är en bladmossart som beskrevs av Bescherelle 1891. Dicranum delavayi ingår i släktet kvastmossor, och familjen Dicranaceae. Inga underarter finns listade i Catalogue of Life.